# 요코야마 메이
요코야마 메이(일본어: 横山 芽生, 2009년 5월 10일 ~ )는 일본의 아역 배우이다. 영화 《강철의 연금술사》에서 쇼우 터커의 딸 니나 역으로 출연했다.